# Klövvilt
Klövvilt avser sådant vilt som utgörs av vilt levande partåiga hovdjur (klövdjur) som kan jagas. Till svenskt klövvilt räknas älg,  kronhjort, dovhjort, rådjur, vildsvin, mufflonfår och den fridlysta myskoxen.
Jakt på klövvilt uppgick 2004 enligt Svenska Jägareförbundet till cirka 290.000 djur. Varje år inträffar cirka 35 000 viltolyckor med klövvilt i Sverige. Det är mer än 90 viltolyckor per dag i genomsnitt. 